# دمیترو میخیلنکو
دمیترو میخیلنکو (اوکراینی: Дмитро Станіславович Михайленко؛ زادهٔ ۱۳ ژوئیهٔ ۱۹۷۳) بازیکن فوتبال اهل اتحاد جماهیر شوروی سوسیالیستی است.
از باشگاه‌هایی که در آن بازی کرده‌است می‌توان به باشگاه فوتبال متالورگ زاپروژیا، باشگاه فوتبال بیتار اورشلیم، باشگاه فوتبال دنیپرو، باشگاه فوتبال هاپوئل تل آویو، و باشگاه فوتبال دینامو کی‌یف اشاره کرد.
وی همچنین در تیم‌های ملی فوتبال زیر ۲۱ سال اوکراین و اوکراین بازی کرده‌است.